# لی بوم سو
لی بوم سو (کره‌ای: 이범수؛ زادهٔ ۱۶ اکتبر ۱۹۶۹) بازیگر اهل کره جنوبی است. از آثار او می‌توان به بازی در عملیات کرومیت، نخست‌وزیر و من و آیریس ۲: نسل جدید اشاره کرد.